# Texasa chaetifrons
Texasa chaetifrons är en tvåvingeart som beskrevs av Steyskal 1961. Texasa chaetifrons ingår i släktet Texasa och familjen fläckflugor.
Artens utbredningsområde är Texas. Inga underarter finns listade i Catalogue of Life.